# Climbing to the Moon
Climbing to the Moon är en låt och singelskiva av rockbandet Eels. Singeln släpptes endast i Storbritannien år 1998. Låten kommer från albumet Electro-Shock Blues.

## Låtlista
1. Climbing To The Moon (Remix)